# 世界精神
世界精神（せかいせいしん、ドイツ語: Weltgeist）は、哲学の用語Weltgeistの訳。世界霊魂（ドイツ語: Weltseele）とも言う。一般的には、あらゆる存在を統一させる根源的な原理、またそのような事柄を成す神的であったり精神的な力のことを言う。インドのブラフマンの思想などにみられる。ヘーゲルは、キリスト教で言う神の摂理に関係づけて世界精神を説き、世界精神を歴史哲学の重要概念とした。